# Eu (psicologia)
Eu (do termo do latim vulgar eo) designa, na psicologia, a instância interna conhecedora ("eu" como "conhecedor"), portadora de consciência, em oposição ao si mesmo, o conhecimento que o indivíduo tem sobre si próprio ("si mesmo" como "conhecido"). Pode ser considerado um sinônimo de personalidade.